# Landtag Schwarzburg-Rudolstadt (1839–1844)
Dieser Artikel behandelt den vierten Landtag Schwarzburg-Rudolstadt 1839 bis 1844.

## Landtag
Der vierte Landtag Schwarzburg-Rudolstadt wurde 1838/1839 gewählt.
Als Abgeordnete wurden gewählt:
| Name                                   | Wohnort/Rittergut   | Kurie              | Wahlkreis                                        | Anmerkung                      |
| -------------------------------------- | ------------------- | ------------------ | ------------------------------------------------ | ------------------------------ |
| Ernst Christian August Axt             | Stadtilm            | Städte             | Ilm                                              |                                |
| Johann Friedrich Carl Beythan          | auf Geilsdorf       | Rittergutsbesitzer | Oberherrschaft                                   |                                |
| Karl Friedrich Engelhardt              | auf Reschwitz       | Rittergutsbesitzer | Oberherrschaft                                   |                                |
| Wilhelm Leonhard Hankel                | Ringleben           | Landgemeinden      | Unterherrschaft                                  |                                |
| Johann Georg Hempel                    | Heberndorf          | Landgemeinden      | Ämter Leutenberg und Könitz                      |                                |
| Maximilian Friedrich Ernst Hopffgarten | auf Schlotheim      | Rittergutsbesitzer | Unterherrschaft                                  |                                |
| Johann Ferdinand Ludwig Hübner         | Schwarzburg         | Landgemeinden      | Ämter Schwarzburg und Unterweißbach              |                                |
| Johann Friedrich Lauterbach            | Oberilm             | Landgemeinden      | Ämter Ilm, Ehrenstein, Paulinzella und Seebergen |                                |
| Johann Nicol Morgenroth                | Teichröda           | Landgemeinden      | Ämter Rudolstadt und Blankenburg                 |                                |
| Johann Christoph Oertel                | auf Allendorf       | Rittergutsbesitzer | Oberherrschaft                                   |                                |
| Friedrich Heinrich Ferdinand Risch     | Rudolstadt          | Städte             | Rudolstadt                                       |                                |
| Karl August Alexander von Schade       | auf Kleinleibringen | Rittergutsbesitzer | Oberherrschaft                                   |                                |
| Günther Heinrich Philipp Teuthorn      | Frankenhausen       | Städte             | Frankenhausen                                    |                                |
| Johann Georg Benjamin Wachsmuth        | Königsee            | Städte             | Königsee                                         | Verstorben am 30. Oktober 1839 |
| Christian Friedrich Wilhelm Witzleben  | Blankenburg         | Städte             | Leutenberg, Blankenburg und Teichel              |                                |

Fürst Friedrich Günther bestimmte mit fürstlichem Dekret Friedrich Wilhelm Heinrich Carl August von Witzleben zum Landtagskommissar und damit auch zum Parlamentspräsidenten. Als Kon-Kommissare wurden benannt: Ludwig (Louis) Carl August Freiherr von Ketelhodt und Julius von Röder.
Der Landtag kam zwischen dem 16. September 1839 und dem 15. Oktober 1839 zu 20 Plenarsitzungen zusammen. In den Folgejahren trat der Landtag nicht mehr zusammen. Für die laufenden Geschäfte wurde ein Landtagsausschuss gewählt der sich aus folgenden Abgeordneten zusammensetzte:
| Jahr | Mitglied                                                                                             | Mitglied                                                                   | Mitglied   |
| ---- | --- | -------------------------------------------------------------------------- | ---------- |
| 1840 | von Schade                                                                                           | Risch                                                                      | Hankel     |
| 1841 | von Hopffgarten                                                                                      | Axt                                                                        | Hempel     |
| 1841 | Oertel                                                                                               | Teuthorn                                                                   | Lauterbach |
| 1843 | von Hopffgarten (eigentlich war Beythan gewählt worden, statt seiner nahm aber von Hopffgarten teil) | (Wachsmuth) war am 31. Oktober 1839 verstorben; sein Platz blieb unbesetzt | Morgenroth |
| 1844 | Engelhardt                                                                                           | Witz                                                                       | Hübner     |